# Passim
Passim is een Latijns woord dat letterlijk "verspreid", "op vele plaatsen" betekent. Het wordt ook in het Nederlands gebruikt in literatuurverwijzingen en voetnoten of in een index. De betekenis is dat het begrip waarnaar verwezen wordt op zo veel plaatsen in een tekst voorkomt, dat het zinloos en bovendien ondoenlijk is om die allemaal te noemen.

## Voorbeeld
Vermeldingen in een voetnoot of literatuuroverzicht van het type "De Jong 1992, passim".
Daarmee bedoelt de auteur dat het betreffende begrip of de betreffende stelling bijna overal in dat werk van De Jong uit 1992 te vinden is en het dus zinloos is daar paginanummers bij te geven.

## Voetnoten
1. ↑  Verkruijsse, P. J. in Letterkundig lexicon voor de journalistiek (2002)